# Viridigona guana
Viridigona guana är en tvåvingeart som beskrevs av Stefan Naglis 2003. Viridigona guana ingår i släktet Viridigona och familjen styltflugor.
Artens utbredningsområde är Costa Rica. Inga underarter finns listade i Catalogue of Life.